# Virgin Australia

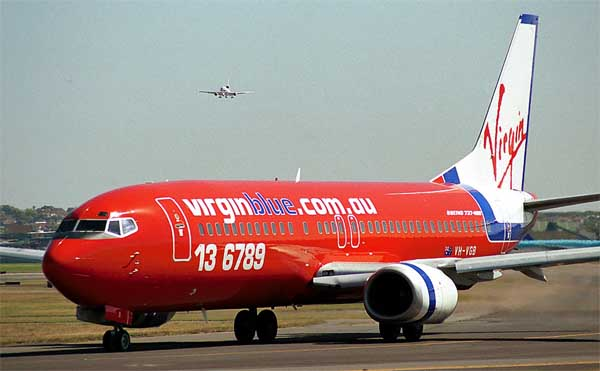
Boeing 737 in de kleuren van Virgin Blue

Virgin Australia, vroeger bekend als Virgin Blue is een Australische lagekostenluchtvaartmaatschappij en is de op een na grootste luchtvaartmaatschappij van het land. De maatschappij werd opgericht door de Virgin Groep (o.l.v. Richard Branson). De thuisbasis is Brisbane Airport (Queensland). De maatschappij vliegt voornamelijk in Australië en Oceanië, maar ook naar o.a. de Verenigde Staten en Thailand.

## Geschiedenis

### Virgin Blue
Virgin Blue werd op 3 augustus 2000 opgericht. Destijds vloog de maatschappij met twee vliegtuigen die zeven keer per dag tussen Brisbane en Sydney. Later werden diensten toegevoegd op andere grote steden in Australië en populaire vakantiebestemmingen.
Het succes van Virgin Blue was voornamelijk de danken aan het wegvallen van Ansett Australia in september 2001. Deze maatschappij liet een groot gat achter dat opgevuld werd door Virgin Blue; de maatschappij groeide uit tot de tweede luchtvaartmaatschappij van het land. Virgin Blue bood hetzelfde product zoals Ryanair in Europa en Southwest Airlines in de VS. Zo kon men alleen een maaltijd tegen extra betaling krijgen en kreeg men geen papieren tickets. Ook kostenbesparend was het gebruik van één enkel type vliegtuig, de Boeing 737.
In september 2003 besloot Virgin Blue haar nieuwe maatschappij, Pacific Blue, vluchten uit te laten voeren tussen Australië en Nieuw-Zeeland. Pacific Blue ging daarmee de strijd aan met het Australische Qantas en Air New Zealand. In 2004 reageerde Qantas hierop met de oprichting van de goedkope luchtvaartmaatschappij Jetstar die ook vluchten naar het Nieuw-Zeelandse Christchurch ging uitvoeren. In 2006 kondigde Virgin Blue aan te willen vliegen, met Boeing 777-300ER toestellen, naar Los Angeles en naar bestemmingen in Japan.
Op 4 mei 2011 werd de nieuwe naam van Virgin Blue onthuld, Virgin Australia.

### Virgin Australia
Na een grote aandelenemissie in november 2013 werd Air New Zealand de grootste aandeelhouder met een belang van 23%, Singapore Airlines en Etihad Airways hadden allebei 20% van de aandelen in handen en 10% was in bezit van Richard Branson’s Virgin Group.
In 2010 werd de strategie gewijzigd, Virgin Australia werd een volwaardige luchtvaartmaatschappij en wilde langer als lagekostenmaatschappij bekend staan. Deze verandering heeft geleid tot meer passagiers, maar de verliezen bleven. De schulden liepen fors op waardoor meer eigen vermogen noodzakelijk is geworden. Medio 2016 werd bekend dat HNA Aviation, onderdeel van de Chinese investeerder HNA Group, een aanmerkelijk belang in Virgin Australia zal verwerven. HNA Aviation en Virgin Australia krijgen hierdoor beter toegang krijgen tot elkaars thuismarkten. HNA Aviation zal investeerde US$ 114 miljoen en verwierf een aandelenbelang van 13% in Virgin Australia al kon dit verhoogd worden tot 20%. Het aandelenbelang voor HNA ging ten koste gaan van Air New Zealand die al eerder meldde het belang te willen verkleinen.
In 2020 werd duidelijk dat Virgin Australië het financieel moeilijk had. Hoewel het bedrijf in Australië een derde van de markt in handen had, had het de afgelopen tien jaar slechts in twee jaar een winst gerealiseerd. De schuldenlast was opgelopen tot ruim US$ 3 miljard. Door de coronacrisis kwam het vliegverkeer vrijwel tot stilstand. De regering weigerde in te gaan op het verzoek voor een lening van AU$ 1,4 miljard. Op 21 april 2020 vroeg de luchtvaartmaatschappij uitstel van betaling aan. Er werkten zo'n 10.000 mensen.
Eind juni 2020 sloten de curatoren een overeenkomst met de Amerikaanse private-equity-investeerder Bain Capital voor een overname van de luchtvaartmaatschappij. Queensland participeerde, het nam een aandelenbelang van 5% en bood andere financiële voordelen om een verhuizing van het hoofdkantoor naar Sydney te voorkomen. In augustus kwam het bericht dat er zo'n 3000 medewerkers moesten vertrekken, dat was ongeveer een derde van het totaal.
In februari 2025 nam Qatar Airways een aandelenbelang van 25% in Virgin Australia. Virgin Australia zal een aantal diensten organiseren tussen diverse Australische steden en Doha.
Op 23 juni 2025 kreeg het bedrijf een beursnotering aan de Australian Securities Exchange (ASX). Er werden 236 miljoen aandelen verkocht aan het publiek tegen een prijs van AU$ 2,90. Na de beursintroductie heeft Bain Capital nog een aandelenbelang van 39,4% in Virgin Australia, dit was 70%.

## Vloot
De Virgin Australia vloot bestaat uit de volgende vliegtuigen per april 2025:
| 7  | Airbus A320    |
| 9  | Boeing 737-700 |
| 79 | Boeing 737-800 |
| 8  | Boeing 737-8   |
| 3  | Fokker 100     |